# Ruffey-sur-Seille
Ruffey-sur-Seille è un comune francese di 781 abitanti situato nel dipartimento del Giura nella regione della Borgogna-Franca Contea.

## Società

### Evoluzione demografica
Abitanti censiti